# Paya Bili I (Birem Bayeun)
Paya Bili I is een bestuurslaag in het regentschap Aceh Timur van de provincie Atjeh, Indonesië. Paya Bili I telt 671 inwoners (volkstelling 2010).